# سن سیرو (کومو)
سن سیرو (کومو) (به ایتالیایی: San Siro) یک کومونه در ایتالیا است که در استان کومو واقع شده‌است.

## خصوصیات
سن سیرو ۱۸٫۵۵ کیلومترمربع مساحت و ۱٬۸۰۴ نفر جمعیت دارد و ۲۲۰ متر بالاتر از سطح دریا واقع شده‌است.